# Moyangul River
Der Moyangul River oder auch Pinch River ist ein Fluss im Südosten des australischen Bundesstaates New South Wales.

## Verlauf
Er entspringt wenige Kilometer nordwestlich der Stockwhip Hut, einer Berghütte in der Pilot Wilderness Area. Dieses bundesstaatlichen Naturschutzgebiet liegt südlich anschließend an den Kosciuszko-Nationalpark. Von seiner Quelle fließt der Moyangul River in südöstlicher Richtung und mündet schließlich gegenüber dem Pinch Mountain in den Snowy River.